# Вернау (Некар)
Вернау (Некар) (њем. Wernau (Neckar)) град је у њемачкој савезној држави Баден-Виртемберг. Једно је од 44 општинска средишта округа Еслинген. Према процјени из 2010. у граду је живјело 12.316 становника. Посједује регионалну шифру (AGS) 8116072.

## Географски и демографски подаци
Вернау се налази у савезној држави Баден-Виртемберг у округу Еслинген. Град се налази на надморској висини од 255 метара. Површина општине износи 10,9 km². У самом граду је, према процјени из 2010. године, живјело 12.316 становника. Просјечна густина становништва износи 1.130 становника/km².